# ラバシュム
ラバシュム（La-ba'shum）は、古代メソポタミア、ウルク第1王朝の王。
シュメール王名表によると、ウルク第1王朝（紀元前26世紀頃）の8代目の王。